# Митьковка (Брянская область)
Митьковка — село в Климовском районе Брянской области. Административный центр Митьковского сельского поселения.

## География
В центре села протекает река Казарка.

## История
В 1895 году в селе открылась церковно-приходская школа.

## Население
| 2009 | 2010 | 2013 |
| ---- | ---- | ---- |
| 1364 | ↘417 | ↘381 |

## Инфраструктура
- МБОУ Митьковская СОШ[4].

## Достопримечательности
В селе имеется памятник «Погибшим воинам односельчанам».

## Транспорт
Подходит автодорога «Хохловка — Митьковка» (идентификационный номер 15 ОП РЗ 15К-1232) протяженностью 5,79 км.
Автобусное сообщение, есть остановка общественного транспорта.